# Associazione Sportiva Acireale 1949-1950
Questa voce raccoglie le informazioni riguardanti il  A.S. Acireale nelle competizioni ufficiali della stagione 1949-1950 Serie C.

## Stagione
Nella stagione 1949-1950 Serie C il presidente è Giovanni Messina la giuda tecnica è affidata a Guido Mazzetti (Allenatore/Giocatore), la stagione si conclude con un 12º posto in classifica, ma con tante polemiche nella gestione tecnica che crea una spaccatura tra il tecnico e la piazza, l'Acireale arriva all'ultima partita di campionato in casa con il Foggia ,che vince con il gol di testa Lorenzini, che sancisce la salvezza, il tecnico andrà via poco dopo prendendo il primo treno senza gli onori e le spettanze.

## Rosa
| N. |                   | Ruolo | Calciatore                        |
| -- | ----------------- | ----- | --------------------------------- |
|    | Italia (bandiera) | C     | D. Lorenzini                      |
|    | Italia (bandiera) | P     | Agostino Scaglioni                |
|    | Italia (bandiera) | A     | Giuseppe Totti                    |
|    | Italia (bandiera) | D     | A. Baratucci                      |
|    | Italia (bandiera) | A     | Giuseppe Rizzo                    |
|    | Italia (bandiera) | D     | Sergio Persia                     |
|    | Italia (bandiera) | A     | Sergio Trevisan                   |
|    | Italia (bandiera) | C     | Ranieri Valdirosa                 |
|    | Italia (bandiera) | A     | Romolo Quindici                   |
|    | Italia (bandiera) | C     | Giovambattista detto Rino Cortese |

| N. |                   | Ruolo | Calciatore      |
| -- | ----------------- | ----- | --------------- |
|    | Italia (bandiera) | D     | Luigi Nunin     |
|    | Italia (bandiera) | C     | Angelo Barbi    |
|    | Italia (bandiera) | D     | A. Spada        |
|    | Italia (bandiera) |       | Zacconi         |
|    | Italia (bandiera) |       | Garipoli        |
|    | Italia (bandiera) | C     | Guido Mazzetti  |
|    | Italia (bandiera) |       | Pinto           |
|    | Italia (bandiera) |       | Sciuto          |
|    | Italia (bandiera) | P     | Renato Civaschi |

## Risultati

### Serie C 1949-1950 Girone D

#### Girone di andata
| Arbitro: | Gentile (Catanzaro) |

|               |           |                   |
| Cortesi Rizzo | Marcatori | Paruzzo Capitanio |

| Arbitro: | Pettinato (Resina) |

|       |           |  |
| Barbi | Marcatori |  |

| Arbitro: | Marchese (Frattamaggiore) |

|                                       |           |  |
| Petrini Dall'Ora Piacentini Scheidler | Marcatori |  |

| Arbitro: | Occhinegro (Taranto) |

|                            |           |             |
| Sipos 21’ Villari 33’, 66’ | Marcatori | 13’ Cortesi |

| Arbitro: | x |

|             |           |             |
| 8’ Garipoli | Marcatori | 20’ Robotti |

| Arbitro: | Caputi (Molfetta) |

|                    |           |          |
| Garipoli Lorenzini | Marcatori | Matteini |

| Arbitro: | Di Pietro (Chieti) |

|                  |           |           |
| Simoni Cambiotti | Marcatori | Lorenzini |

| Arbitro: | Casini (Palermo) |

|       |           |  |
| Totti | Marcatori |  |

| 20 novembre 1949 9ª giornata | Juve Alfa Pomigliano | 0 – 0 | Acireale | \| Arbitro: \| Caputi (Molfetta) \| |
| Arbitro:                     | Caputi (Molfetta)    |       |          |                                     |

| Arbitro: | Marchese (Napoli) |

|            |           |  |
| Korostelev | Marcatori |  |

| Arbitro: | Lo Cascio (Palermo) |

|  |           |            |
|  | Marcatori | Della Casa |

| Arbitro: | Pandice (Napoli) |

|       |           |              |
| Totti | Marcatori | Confalonieri |

| Arbitro: | Anichini (Firenze) |

|          |           |       |
| Colletta | Marcatori | Rizzo |

| Arbitro: | Marchese (Napoli) |

|       |           |      |
| Barbi | Marcatori | Zega |

| Arbitro: | Torri (Roma) |

|         |           |  |
| Ciccone | Marcatori |  |

| Arbitro: | Quaranta (Bari) |

|          |           |  |
| Trevisan | Marcatori |  |

| Arbitro: | Marchese (Napoli) |

|        |           |          |
| Geraci | Marcatori | Trevisan |

#### Girone di ritorno
| Arbitro: | Ausiello (Napoli) |

|                              |           |           |
| Liberaton Paruzzo Bartoletto | Marcatori | Baratucci |

| 5 febbraio 1950 2ª giornata | Igea Virtus        | 0 – 0 | Acireale | \| Arbitro: \| Cardella (Palermo) \| |
| Arbitro:                    | Cardella (Palermo) |       |          |                                      |

| 3ª giornata | Acireale          | 0 – 2 [partita vinta a tavolino dal Crotone referto] | Crotone | \| Arbitro: \| Caputi (Molfetta) \| |
| Arbitro:    | Caputi (Molfetta) |                                                      |         |                                     |

| Arbitro: | Riolo (Palermo) |

|                                     |           |              |
| Lorenzini 15’ Totti 38’ Zacconi 66’ | Marcatori | 62’ Perugini |

| Arbitro: | Benedetti (Piombino) |

|                                            |           |                     |
| Codeluppi 41’ Caltagirone 50’ Alò Pallaoro | Marcatori | Traversa 46’ (aut.) |

| Arbitro: | Menichelli (Livorno) |

|                 |           |       |
| Klein Kaffenigg | Marcatori | Totti |

| [[Barcellona Pozzo di Gotto]] 19 marzo 1950 7ª giornata                     | Acireale  | 2 – 1            | Benevento | Campo Neutro |
| \| \| \| \| \| Trevisan 25’ Zacconi 53’ \| Marcatori \| 42’ (aut.) Nunin \| |           |                  |           |              |
|                                                                             |           |                  |           |              |
| Trevisan 25’ Zacconi 53’                                                    | Marcatori | 42’ (aut.) Nunin |           |              |

| Arbitro: | Pandice (Napoli) |

|           |           |  |
| Calabrese | Marcatori |  |

| Arbitro: | Marangio (Lecce) |

|                             |           |        |
| Quindici Trevisan Lorenzini | Marcatori | Vitolo |

| Arbitro: | Matteucci (Roma) |

|                    |           |            |
| Lorenzini Trevisan | Marcatori | Korostelev |

| Arbitro: | Occhinegro (Taranto) |

|           |           |  |
| Marchetto | Marcatori |  |

| 24 aprile 1950 12ª giornata | Cosenza      | 0 – 0 | Acireale | \| Arbitro: \| Fulci (Roma) \| |
| Arbitro:                    | Fulci (Roma) |       |          |                                |

| Arbitro: | Scalise (Roma) |

|                    |           |  |
| Valdirosa Quindici | Marcatori |  |

| 7 maggio 1950 14ª giornata | Marsala         | 0 – 0 | Acireale | \| Arbitro: \| Marangio (Roma) \| |
| Arbitro:                   | Marangio (Roma) |       |          |                                   |

| Arbitro: | Matteucci (Roma) |

|                          |           |                  |
| Lorenzini Trevisan Totti | Marcatori | Cardinali Bicego |

| Arbitro: | Arietti (Siena) |

|                   |           |           |
| Busidini Bonaiuti | Marcatori | Valdirosa |

| Arbitro: | Torri (roma) |

|           |           |  |
| Lorenzini | Marcatori |  |